# Бильдюдалюр (аэропорт)
Аэропорт Бильдюдалюр (исл. Bíldudalsflugvöllur), (ИАТА: BIU, ИКАО: BIBD) — небольшой аэропорт на западе Исландии в общине Вестюрбиггд. Один из наименее посещаемых аэропортов Исландии .
Аэропорт Бильдюдалюр располагается на западной стороне Аднар-фьорда у подножия горы Хвасснесгиль на низком плоском мысе Хвасснес. В 5 км к северо-западу от аэропорта на берегу бухты Бильдюдальсвогюр (исл. Bíldudalsvogur) находится небольшое поселение Бильдюдалюр (200 жителей).
Взлётно-посадочная полоса аэропорта короткая, поэтому обслуживаются только легкомоторные самолёты. Владельцем и оператором аэропорта является исландская государственная компания Isavia.

## История
Большинство поселений на Западных фьордах долгое время были одними из самых труднодоступных в Исландии. Дороги для наземного транспорта отсутствовали, переходы пешком или на лошадях через сложные горные перевалы занимали много дней. Летом население полагалось на морские пути, а зимой было отрезано от Исландии на долгие месяцы. Поэтому в середине прошлого века во многих местах на Западных Фьордах началось обустройство взлётно-посадочных полос и аэродромов.
Летом 1957 года на относительно плоском поле возле Бильдюдалюра был построен временный аэродром с одной взлётно-посадочной полосой размером 320×30 м с травяным покрытием. Взлётно-посадочная полоса в первую очередь предназначалась для самолётов скорой помощи при экстренной необходимости и использовалась только летом, а зимой, когда замерзала земля и выпадал снег, самолёты приземлялись на большой песчаный пляж в Хвестудалюр в 3 км к северу от Бильдюдалюра. Несмотря на сложные условия, мелкие частные авиаперевозчики начали выполнять постоянные почтовые и чартерные рейсы в Бильдюдалюр.
В 1964 году Управление гражданской авиации Исландии изучило возможность строительства аэропорта на берегу моря на мысе Хвасснес в Дюфансдалюр, в 6 км к югу от Бильдюдалюра.
Проект посчитали дорогостоящим и трудновыполнимым. Местным жителям это не понравилось и в 1969 году трое из них — директор потребительского кооператива Каури Эйнарссон, пилот Хельги Йонссон и фермер Маттиас Йонссон, решили взять дело в свои руки и попытаться выполнить задачу, от которой отказалось государство. Они разделили между собой задачи — Каури занялся юридической стороной дела, Хельги — покупкой технического оборудования и самолётов, а Маттиас, как фермер, должен был заняться земляными работами. Увы, денег им найти не удалось, поэтому техника не была закуплена, но фермер Маттиас смог своими силами расчистить и подготовить площадку под ВВП на Хвасснесе.
Жители Бильдюдалюра надеялись, что теперь Управление гражданской авиации Исландии возьмётся за их аэропорт и оплатит строительство и техническое обустройство взлётно-посадочной полосы. Но государство не пошло навстречу жителям, поэтому в конце 1970 года Матиас объявил в газетах о продаже площадки под ВВП и община Bíldudalshreppur решила выкупить её за 240 тысяч исландских крон. В следующем году общине удалось продать ВВП Управлению гражданской авиации за ту же сумму, которое в течение года привело её в пригодное для использования состояние.
В 1981—1987 годах ближе к берегу была проложена новая взлетно-посадочная полоса 05/23, а также построены здания технической службы и комната ожидания для пассажиров. В 1994 году был построен новый аэровокзал, заменивший старую комнату для пассажиров. В 1995 году была проведена реконструкция взлетно-посадочной полосы — она была заасфальтирована, увеличена её длина и установлены осветительные приборы.

## Авиакомпании и назначения
Авиакомпании Ernir и Vængir начали регулярные рейсы в Бильдюдалюр в семидесятых годах, при этом рейсы Ernir продолжались до 1997 года. Когда Air Iceland прекратил регулярные рейсы в Патрексфьордюр и Талькнафьордюр в 1997 году, то эти рейсы были перенесены в Бильдюдалюр, а рейсы Ernir отменены. До начала 2000-х годов Air Iceland выполнял регулярные рейсы между Рейкьявиком и Бильдюдалюром, затем эти рейсы взял Eagle Air.
В 2017 году авиакомпания Norlandair выполняет круглогодичные ежедневные рейсы между Бильдюдалюром и Рейкьявиком (полет занимает около 30 минут):
От аэропорта до поселений Талькнафьордюр и Патрексфьордюр можно добраться на автобусе, который ходит в те дни, когда есть регулярные рейсы Norlandair в Бильдюдалюр.
Осуществляются чартерные рейсы из Акюрейри и Эйильсстадир, а также рейсы авиакомпании Mýflug, которая по контракту с правительством Исландии предоставляет услуги скорой медицинской помощи по всему острову посредством специально оборудованного самолета Beechcraft Kingair 200.